# Dragonas Independiente del Valle
Les Dragonas IDV sont un club féminin de football équatorien basé à Sangolquí en Équateur. C'est la section féminine de l'Independiente del Valle.

## Histoire
L'équipe féminine de l'Independiente del Valle est créée en 2022, en partenariat avec l'Universidad San Francisco. IDV devient le premier club féminin entièrement professionnel du pays. L'équipe évolue directement en première division, et atteint la finale du championnat, où elle bute sur le Club Ñañas (0-0, 1-3), qui avait pourtant terminé derrière les Dragonas lors de la saison régulière. Cette place de vice-champion accorde néanmoins au club un ticket pour la Copa Libertadores 2022, disputée en Équateur.
Lors de cette Copa Libertadores, les Dragonas perdent leur premier match 1-3 face aux Chiliennes de la U de Chile, puis sont balayées 7-0 par les futures vainqueures du tournoi, les Brésiliennes de Palmeiras. Elles remportent néanmoins leur première victoire lors du troisième match de poules face aux Paraguayennes de Libertad-Limpeño (1-0).